# Koutoumbou (Dioundiou)
Koutoumbou ist ein Dorf in der Landgemeinde Dioundiou in Niger.

## Geographie
Das von einem traditionellen Ortsvorsteher (chef traditionnel) geleitete Dorf befindet sich rund 23 Kilometer südlich des Hauptorts Dioundiou der gleichnamigen Landgemeinde und des gleichnamigen Departements Dioundiou in der Region Dosso. Zu den Siedlungen in der näheren Umgebung von Koutoumbou zählen Guéza Bissala und Guéza Gado im Nordwesten, Makani im Norden, Sormo im Süden, Garin Goni II im Südwesten sowie Takalafia im Westen.
Es herrscht das Klima der Sudanzone vor, mit einer durchschnittlichen jährlichen Niederschlagsmenge zwischen 600 und 700 mm.

## Geschichte
Das Dorf wurde im 19. Jahrhundert von Angehörigen der Hausa-Untergruppe Arawa gegründet. Bei einer Untersuchung im Jahr 1984 wurde beim Befall mit der Saugwürmer-Art Schistosoma haematobium unter den 10- bis 13-Jährigen im Ort eine Prävalenz von 14 Prozent festgestellt. Die Schweizer Direktion für Entwicklung und Zusammenarbeit finanzierte 1997 die Sanierung der durch Koutoumbou führenden Straße zwischen den Gemeindehauptorten Dioundiou und Yélou sowie die Markierung eines nördlich des Dorfs verlaufenden Korridors für die Viehwanderung.

## Bevölkerung
Bei der Volkszählung 2012 hatte Koutoumbou 3100 Einwohner, die in 395 Haushalten lebten. Bei der Volkszählung 2001 betrug die Einwohnerzahl 2224 in 309 Haushalten und bei der Volkszählung 1988 belief sich die Einwohnerzahl auf 1851 in 244 Haushalten.

## Wirtschaft und Infrastruktur
Im Dorf wird ein ländlicher Wochenmarkt abgehalten. Der Markttag ist Freitag. Die Rônierpalmen-Zone von Koutoumbou erstreckt sich über eine Fläche von 1568 Hektar. Es wird Zuckerrohr angebaut, das auf dem Marché de Katako in der Hauptstadt Niamey verkauft wird. Es wird eine Niederschlagsmessstation betrieben.
Mit einem Centre de Santé Intégré (CSI) ist ein Gesundheitszentrum im Ort vorhanden. Der CEG Koutoumbou ist eine Schule der Sekundarstufe des Typs Collège d’Enseignement Général.
Durch Koutoumbou verläuft die 39,4 Kilometer lange Landstraße RR3-002 zwischen Malgorou und Guéza Bissala. Am Ortsrand zweigt die 11,32 Kilometer lange Route 355, die zur Staatsgrenze mit Nigeria führt, von der Landstraße RR3-002 ab.